# دونالد باكستر ماكميلان
دونالد باكستر ماكميلان (Donald Baxter MacMillan)(1874 - 1970). مكتشف قطبي أمريكي، أضاف الكثير لمعرفة البشرية عن جرينلاند والمنطقة القطبية الكندية. طوّر الاعتقاد بأن الحقول الجليدية تتجه جنوبًا. اكتشف ماكميلان مستودعات الفحم الحجري على بُعْد تسع درجات من القطب الشمالي وكانت تحتوي على بقايا 36 نوعًا من الأشجار، موضحًا أن المناخ هنالك كان أفضل.
استخدمت بعثة ماكميلان القطبية عام 1924م الراديو بصورة مكثفة. أسَّس محطات شتوية في إيتاه في جرينلاند. وتعتبر بعثته عام 1925م الأولى من نوعها التي استخدمت الطائرات في الشمال الأقصى. أخذ أفراد بعثته صورًا جوية عديدة.
وقد قام وفريق من العلماء بدراسة حركة المثالج (أنهار الجليد)، كما اكتشف وجود مخزون من الفحم الحجري على بعد 9 درجات من القطب الشمالي.
نال ميدالية خاصة من الكونغرس لمسحه وتخطيطه غرينلاند والمنطقة القطبية الكندية للجيش الأمريكي في الحرب العالمية الثانية (1939 ـ 1945م).
ذهب ماكميلان وهو في الثانية والثمانين من عمره، في رحلته الحادية والثلاثين إلى القطب الشمالي.كتب العديد من الكتب عن تجاربه منها: أربعة أعوام في الشمال الأبيض (1918م)؛ كيف وصل بيري إلى القطب (1932م).
ولد ماكميلان في ولاية ماساشوسيتس. درس في كلية بودوين وجامعة هارفارد. عمل معلمًا حتى عام 1908م حيث قام بأول بعثة قطبية استكشافية مساعدًا لعدد من المكتشفين، ومن بينهم ريتشارد. إي. بيرد.